# Joeropsis lobata
Joeropsis lobata är en kräftdjursart som beskrevs av Richardson 1899. Joeropsis lobata ingår i släktet Joeropsis och familjen Joeropsididae. Inga underarter finns listade i Catalogue of Life.